# Steindruckfestigkeitsklasse
Mauersteine werden entsprechend der jeweiligen Norm (DIN 105, DIN 106, DIN V 4165-100, DIN V 18151-100, DIN V 18152-100) in Steindruckfestigkeitsklassen (SFK) eingeteilt. In Kombination mit dem Mauermörtel ergibt sich die zulässige Druckspannung des Mauerwerks.
Die Angabe der Steindruckfestigkeitsklasse erfolgt ohne Einheit. Der kleinste Einzelwert (in N/mm²) darf den Wert der SFK nicht unterschreiten. Der Mittelwert liegt um 25 Prozent höher als der klassifizierte Wert.
| Steindruck- festigkeits- klasse (SFK) | Mittelwert (mind.) [N/mm²] | \| Einzelwert (mind.) [N/mm²] \| |  |
| 2                                     | 2,5                        | 2,0                              |  |
| 4                                     | 5,0                        | 4,0                              |  |
| 6                                     | 7,5                        | 6,0                              |  |
| 8                                     | 10,0                       | 8,0                              |  |
| 10                                    | 12,5                       | 10,0                             |  |
| 12                                    | 15,0                       | 12,0                             |  |
| 16                                    | 20,0                       | 16,0                             |  |
| 20                                    | 25,0                       | 20,0                             |  |
| 28                                    | 35,0                       | 28,0                             |  |
| 36                                    | 45,0                       | 36,0                             |  |
| 48                                    | 60,0                       | 48,0                             |  |
| 60                                    | 75,0                       | 60,0                             |  |
| Einzelwert (mind.) [N/mm²]            |                            |                                  |  |

## Übliche Werte
- Kalksandstein nach DIN 106: SFK 12 / 20
- Leichtbetonsteine nach DIN V 18151-100 / DIN V 18152-100: SFK 2 bis 20
- Porenbeton nach DIN V 4165-100: SFK 2 / 4 / 6 / 8
- Ziegel (aus gebranntem Ton) nach DIN 105-100: SFK 4 / 6 / 8 / 10 / 12 / 20

## Mindestanforderungen
- Verblender: SFK ≥ 16
- Vormauersteine: SFK ≥ 10